# إدغار أوبديغراف
إدغار رايس أوبديغراف (بالإنجليزية: Edgar Rice Updegraff)‏ (وُلد في 1 مارس 1922) هو لاعب غولف أمريكي وطبيب مسالك بولية.

## السيرة الذاتية
وُلد أوبدغراف في بون، ولاية آيوا وهو سليل عائلة أوب دن غريف الألمانية. حصل إدغار على درجة البكالوريوس والماجستير من جامعة أيوا وشهادة الطب من كلية الطب جامعة كولورادو. اختار أوبديغراف أن يتخصص في المسالك البولية على عكس والده وإخوته، الذين كانوا متخصصين في طب الأنف والأذن والحنجرة. استقر إدغار في نهاية المطاف في توكسون، أريزونا في عام 1951، ويرجع ذلك جزئيًا إلى فرصته لمواصلة لعب الغولف هناك.

## هواية الغولف
كان لأوديغراف باع طويل في رياضة الغولف كهاوٍ، وحصل على العديد من البطولات على المستوى المحلي والوطني، بما في ذلك بطولة الهواة الغربية (1957، 1959)، وبطولة سونهانا للهواة (1962)، وبطولة هواة ساحل المحيط الهادي (1967)، وبطولة هواة الولايات المتحدة العليا (1981) . ووصل إلى نصف النهائي في عام 1963 في البطولة البريطانية للهواة. لعب إيدغار في ثلاث فرق من بطولة ووكر كوب (1963، 1965، 1969) وفاز ككابتن الفريق في عام 1975. كما أنهى في المركز الرابع في بطولة توكسون المفتوحة عام 1969 في جولة بغا لكنه فشل في التوقيع على بطاقة نتائجه وتم استبعاده.
تلقى أوبديغراف جائزة بوب جونز من رابطة الولايات المتحدة للغولف في عام 1999. تم إدخاله في قاعة مشاهير أريزونا للجولف عام 1969 وقاعة مشاهير إيوا لرابطة هواة الغولف في عام 2006.

## الجوائز في رياضة الغولف
- 1940 بطولة الشمال الغربي للهواة
- 1941 بطولة الشمال الغربي للهواة
- 1947 بطولة الشمال الغربي للهواة
- 1952 بطولة أريزونا للهواة
- 1954 بطولة الجنوب الغربي [9]
- 1955 بطولة الجنوب الغربي للهواة[9] وبطولة أريزونا للهواة
- 1957 بطولة الهواة الغربية[10]
- 1959 بطولة الهواة الغربية[11]
- 1961 بطولة الجنوب الغربي للهواة وبطولة أريزونا للهواة[9]
- 1962 بطولة سونهانا للهواة
- 1967 ساحل المحيط الهادئ الهواة
- 1969بطولة الجنوب الغربي للهواة وبطولة أريزونا للهواة[9]
- 1981 بطولة الهواة العليا في الولايات المتحدة[12]
- منتخب الولايات المتحدة
- كأس ووكر: 1963 (الفائزين)، 1965 (الفائزين)، 1969 (الفائزين)، 1975
- كأس الأمريكتين: 1963، 1967 (كابتن غير عازف)